# Gustav Dehning
Gustav Dehning (* 22. Juni 1882 in Wrohm; † 4. November 1970 in Bremen) war ein deutscher Pädagoge und Oberschulrat in Bremen.

## Biografie
Dehning war der zweite Sohn von zwölf Kindern eines Lehrers. Er besuchte von 1902 bis 1903 das Lehrerseminar in Eckernförde. Von 1903 bis 1907 arbeitete er als Volksschullehrer in Kiel. Er studierte dann an der Humboldt-Universität zu Berlin, der Universität Freiburg im Breisgau und der Universität Leipzig und promovierte zum Dr. phil. Von 1912 bis 1922 war er Lehrer am fortschrittlichen Bremer Lehrerseminar. Von 1914 bis 1918 musste er als Soldat im Ersten Weltkrieg dienen.
1919 gehörte er zu den Mitbegründern der Bremer Volkshochschule. Er war Förderer der Heimatbewegung. Seit 1919 bemühte er sich um eine Vereinheitlichung der Plattdeutschen Sprache. Von 1922 bis 1926 nahm er die Stelle eines Kreisschulrates in Rendsburg war. 1927 wurde er zum Oberschulrat in Bremen ernannt. Zum 1. Mai 1933 trat er in die NSDAP ein (Mitgliedsnummer 2.901.472). Er wurde im Juli 1945 von der Militärbehörde deshalb entlassen.
In seinem Beitrag über den bremischen NS-Bildungssenator Richard von Hoff, den er bereits seit 1919 seit seiner Mitarbeit bei der Gründung der Bremer Volkshochschule kannte, schrieb er in der Bremischen Biographie 1912–1962 ohne die belastenden Fakten zu berücksichtigen: „Obwohl er (von Hoff) politisch nie hervorgetreten war, – war er im Grunde doch kein politischer, sondern ein wissenschaftlicher Mensch – zogen die Selbstlosigkeit seiner Grundhaltung und sein völkisches Bemühen die Aufmerksamkeit der Nationalsozialisten auf seine Person...“ und er habe nur aus „staatsbürgerlicher Pflicht“ heraus das Amt als Senator für das Bildungswesen übernommen...

## Schriften
- Droste, Georg. In: Neue Deutsche Biographie (NDB). Band 4, Duncker & Humblot, Berlin 1959, ISBN 3-428-00185-0, S. 129 (Digitalisat).
- Richard von Hoff. In: Bremische Biographie 1912–1962, hrsg. von der Historischen Gesellschaft zu Bremen und dem Staatsarchiv Bremen, Bremen, Hauschild 1969, S. 239ff.